# Лиганд
Лигандът е йон или молекула (функционална група), който се свързва с централен метален атом, образувайки комплексно съединение. Свързването с метала като цяло включва формалното отдаване на една или повече лигандни електронни двойки. Естеството на връзката между лиганда и метала може да варира от ковалентно до йонно. Освен това порядъкът на химичната връзка може да варира от 1 до 3. Лигандите се разглеждат като Люисови основи, макар в редки случаи да могат да се наблюдават Люисови киселинни лиганди.
Металите и металоидите се свързват с лиганди при практически всякакви обстоятелства, макар газообразни „голи“ метални йони да могат да се образуват във вакуум. Лигандите в даден комплекс диктуват реактивността на централния атом, включително коефициентите на заместване на лиганда, реактивността на самите лиганди и окислително-редукционните процеси. Избирането на лиганда е от особена важност в много практически области, включително бионеорганичната химия, медицинската химия, хомогенната катализа и химията на околната среда.
Лигандите се класифицират по много начини, включително: заряд, размер (насипно състояние), идентичност на координиращия атом и броя електрони, отдадени на метала. Размерът на даден лиганд може да се узнае от неговия ъгъл на конуса.